# دانشگاه یوتا
دانشگاه یوتا (به انگلیسی: University of Utah) یک دانشگاه تحقیقاتی دولتی در سالت لیک سیتی واقع در ایالت یوتا آمریکا است که در سال ۱۸۵۰ میلادی بنیان‌نهاده شده‌است.

## روابط با ایران
دانشگاه یوتا روابط مبسوطی را با دانشگاه تهران برای تبادل دانشجو و محقق پایه‌ریزی نمود که سال‌های سال ادامه داشت.
لوید میلر از این دانشگاه است.